# 全国大学ラグビーフットボール選手権大会
全国大学ラグビーフットボール選手権大会（ぜんこくだいがくラグビーフットボールせんしゅけんたいかい）は、日本ラグビーフットボール協会主催の、大学ラグビー日本一を決定する競技大会である。前身大会は東西学生ラグビーフットボール対抗王座決定戦。共催NHK、後援読売新聞社。UNIVAS CUP指定大会。

## 大会概要
この大会の出場の条件や出場校数については、過去に多くの変遷を経ている（後述「沿革」・「出場枠の変遷」を参照）。
現在は関東ラグビーフットボール協会、関西ラグビーフットボール協会、九州ラグビーフットボール協会に加盟していて、北海道大学リーグ、東北大学リーグ、関東大学対抗戦、関東大学リーグ戦（以上が関東協会傘下）、東海学生リーグ、北陸大学リーグ、関西大学リーグ、中国地区トーナメント大会、四国大学リーグ（以上が関西協会傘下）、九州学生リーグ（以上が九州協会傘下）のいずれかに所属している大学チームであることが条件になる（一部を除きリーグ戦後の代表決定戦を経る）。
優勝校には、寬仁親王杯が贈られる。寬仁親王は、1991年（平成3年）から2012年（平成24年）まで日本ラグビーフットボール協会の名誉総裁を務めた。
関東協会加盟のチームであっても上記のリーグに所属していないチームもあり、それらのチームは全国地区対抗大学ラグビーフットボール大会（以下：地区対抗大学大会）の予選に参加している。どちらの大会を目指すかの選択は各チームの任意により成り立っている。
1994年以前は地区対抗大学大会予選への参加と対抗戦かリーグ戦のどちらか一方（ただし下部）への重複参加が許されていたが、1995年以降は下部であっても重複参加は禁止された。また関東以外の他の地域では地区対抗大学大会に特化した予選は行なっておらず、各地区リーグ戦の順位結果により大学選手権（予選）出場か地区対抗大学大会（予選）出場かに振り分けられる（上位が大学選手権出場のルートに進む）。

## 大学別優勝・準優勝回数
| 大学名       | 優勝 | 準優勝 | 優勝年度                                                                          | 準優勝年度                                                                                      |
| ------------ | ---- | ------ | --------------------------------------------------------------------------------- | ----------------------------------------------------------------------------------------------- |
| 早稲田大学   | 16   | 19     | 1965,1966,1968※,1970,1971,1973,1974,1976,1987,1989, 2002,2004,2005,2007,2008,2019 | 1964,1967,1969,1972,1975,1981,1986,1990,1992,1995, 1996,2001,2003,2006,2010,2013,2020,2022,2024 |
| 明治大学     | 13   | 13     | 1972,1975,1977,1979,1981,1985※,1988※,1990,1991,1993, 1995,1996,2018               | 1973,1974,1976,1978,1980,1982,1994,1997,1998,2017, 2019,2021,2023                               |
| 帝京大学     | 13   | 1      | 2009,2010,2011,2012,2013,2014,2015,2016,2017,2021 2022,2023,2024                  | 2008                                                                                            |
| 関東学院大学 | 6    | 4      | 1997,1998,2000,2001,2003,2006                                                     | 1999,2002,2004,2005                                                                             |
| 同志社大学   | 4    | 2      | 1980,1982,1983,1984                                                               | 1979,1987                                                                                       |
| 法政大学     | 3    | 5      | 1964,1967,1992                                                                    | 1965,1966,1971,1993,2000                                                                        |
| 慶應義塾大学 | 3    | 3      | 1968※,1985※,1999                                                                  | 1977,1984,2007                                                                                  |
| 大東文化大学 | 3    | 1      | 1986,1988※,1994                                                                   | 1991                                                                                            |
| 日本体育大学 | 2    | 3      | 1969,1978                                                                         | 1970,1983,1989                                                                                  |
| 天理大学     | 1    | 2      | 2020                                                                              | 2011,2018                                                                                       |
| 東海大学     | 0    | 3      |                                                                                   | 2009,2015,2016                                                                                  |
| 筑波大学     | 0    | 2      |                                                                                   | 2012,2014                                                                                       |

※1968年度（慶應義塾大学・早稲田大学）、1985年度（慶應義塾大学・明治大学）、1988年度（大東文化大学・明治大学）は決勝戦で同点のため両校優勝。

## 大会連覇を記録した大学
帝京大学は、過去に大会9連覇を達成したほか、大会4連覇中（2025年1月12日現在）。
| 連覇  | 学校名       | 優勝年度 | 備考 |
| ----- | ------------ | --- | --- |
| 9連覇 | 帝京大学     | 2009年（第46回）・2010年（第47回）・2011年（第48回）・ 2012年（第49回）・2013年（第50回）・2014年（第51回）・ 2015年（第52回）・2016年（第53回）・2017年（第54回） | 岩出雅之監督のもとで達成し、この間に38連勝を記録した。当時のメンバーから多くの日本代表選手が誕生した。2018年度の準決勝で天理大学に敗れ、連覇が止まった。 |
| 4連覇 | 帝京大学     | 2021年（第58回）・2022年（第59回）・2023年（第60回）・2024年（第61回）                                                                                             | |
| 3連覇 | 同志社大学   | 1982年（第19回）・1983年（第20回）・1984年（第21回） | 空前のラグビーブームだった当時、大学ラグビーの偉業となった。                                                                                             |
| 2連覇 | 早稲田大学   | 1965年（第2回）・1966年（第3回） | 1974年度までに8回優勝し、そのうち6回は左記の連覇。1983年に同志社大学が2連覇するまでは、唯一の連覇校だった。                                              |
| 2連覇 | 早稲田大学   | 1970年（第7回）・1971年（第8回） | 1974年度までに8回優勝し、そのうち6回は左記の連覇。1983年に同志社大学が2連覇するまでは、唯一の連覇校だった。                                              |
| 2連覇 | 早稲田大学   | 1973年（第10回）・1974年（第11回） | 1974年度までに8回優勝し、そのうち6回は左記の連覇。1983年に同志社大学が2連覇するまでは、唯一の連覇校だった。                                              |
| 2連覇 | 早稲田大学   | 2004年（第41回）・2005年（第42回） | |
| 2連覇 | 早稲田大学   | 2007年（第44回）・2008年（第45回） | |
| 2連覇 | 明治大学     | 1990年（第27回）・1991年（第28回） | |
| 2連覇 | 明治大学     | 1995年（第32回）・1996年（第33回） | |
| 2連覇 | 関東学院大学 | 1997年（第34回）・1998年（第35回） | |
| 2連覇 | 関東学院大学 | 2000年（第37回）・2001年（第38回） | |

## 連勝記録
- 帝京大学：38連勝 - 2009年12月27日第46回大会2回戦から、2018年12月22日第55回大会準々決勝まで。この間に、大学選手権9連覇を達成した。

## 出場回数
2024年度（第61回大会）までの集計による、上位10校。
1. 早稲田大学：58回
2. 同志社大学：54回
3. 明治大学：53回
4. 慶應義塾大学：41回
5. 京都産業大学：38回
6. 法政大学：33回
7. 天理大学：33回
8. 帝京大学：32回
9. 福岡工業大学：30回
10. 大東文化大学：28回

## 沿革
1963年までは、前身大会として東西大学対抗ラグビー があり、東西リーグの上位大学による対抗戦を行っていたが、必ずしも全ての対戦があるわけでなく、優勝大学が決まらない年もあった。
1960年度から、社会人チームと学生チームとが対戦する 日本協会招待NHK杯争奪ラグビー大会（ラグビーNHK杯）を開催。これをもとに、1964年度から日本ラグビーフットボール選手権大会（ラグビー日本選手権）が始まった。
これにより、全国大学ラグビーフットボール選手権大会で「学生一」が決定し、日本ラグビーフットボール選手権大会（ラグビー日本選手権）に進出して「日本一」を目指す、という流れができた。「学生一」から「日本一」になったのは、1964年度から1987年度まで8回ある（詳細は「日本ラグビーフットボール選手権大会」参照）。
しかし2017年度（第54回）から、日本選手権に大学チームが出場することは無くなった。外国人選手も起用し国際試合での経験が豊富な選手が集まる社会人チームと、U21程度の国内大学チームとの力の差が顕著になったことが最大の理由である。1988年度から最終2016年度まで29回にわたり、学生は日本一にはならなかった。
第1回から現在に至るまで、全国大学ラグビーフットボール選手権大会は「学生日本一」を決める大会としての意義は続いている。

### 変遷
- 1964年度 - 第1回全国大学ラグビーフットボール選手権大会を実施（関東代表2校、関西代表2校）。当時は東西大学ラグビー選手権として開催。
- 1965年度（第2回） - 代表枠を拡大。関東代表4校、関西代表3校（関西第三代表は東海の優勝校と代表決定戦）、九州代表1校に変更。大会名称を全国学生ラグビー選手権と改称。
- 1967年度（第4回） - 関東大学が、対抗戦とリーグ戦に分裂。（関東代表は双方の上位2校ずつ）
- 1968年度（第5回） - 関東代表の決定方法を、対抗戦とリーグ戦の上位4校ずつによる交流試合にて決定する方法を導入。大会名称を全国大学ラグビー選手権と改称。
- 1973年度（第10回） - この年から準決勝・決勝が国立競技場（国立霞ヶ丘競技場陸上競技場）での開催となる[15]。2013年度（第50回）まで。
- 1993年度（第30回） - 代表枠を拡大。内訳は以下の16校。

1. 関東対抗戦上位4校、関東リーグ戦上位4校、関西上位4校、九州上位1校の13校
2. 北海道代表・東北代表のそれぞれが地区対抗大学大会予選の関東1区・関東2区の代表と対戦して勝ち上がったチームが、関東の対抗戦・リーグ戦のそれぞれ5位と更に代表決定戦を行い、その結果の勝者チーム2校（但し、地区対抗大学大会関東予選の優勝校が対抗戦またはリーグ戦の下部にも所属していた場合は、代表決定戦への出場権はなし）
3. 東海北陸代表と中国四国代表の勝者が、関西リーグの5位と更に代表決定戦を行い、その結果の勝者チーム1校

- 1994年度（第31回） - 地区対抗大学大会予選の関東から大学選手権の代表決定戦への参加と、地区対抗大学大会へ出場を掛け持ちすることが禁止になる。（1位が大学選手権予選へ出場し、2位が地区対抗大学大会に出場）
- 1995年度（第32回） - 関東対抗戦・リーグ戦5位校との代表決定戦を行なう枠について、地区対抗大学大会予選の関東からの参加を廃止。
- 1997年度（第34回） - 対抗戦とリーグ戦の5位は隔年交代で一方が無条件に出場。一方は北海道東北代表と代表決定戦に出場する方法に変更。
- 2003年度（第40回） - 大会の試合方式を一部変更。16チームによるノックアウト方式による1回戦の勝ち上がり8チームが2組（4チームずつ）に分かれて総当りの2次リーグ戦（プール戦という）を行ない、両組の上位2チームずつで決勝トーナメント（国立競技場）を実施。
- 2004年度（第41回） - 前年度変更の方式を廃止し、2002年度以前の方法に戻した（大学の3学期のスケジュールや「センター試験」などの学業上の理由との絡みなどから）。日本ラグビーフットボール選手権大会には、決勝戦に進出した2チームが出場
- 2012年度（第49回）から2015年度（第52回）まで、総当たり戦のリーグ戦2つ（ファーストステージ、セカンドステージ）と、上位4チームによるトーナメント（ファイナルステージ）を実施。
- 2014年度（第51回） - 国立競技場が2020年東京オリンピック開催に向けての建て替え工事のため、準決勝を秩父宮ラグビー場、決勝を味の素スタジアムで開催。
- 2015年度（第52回） - 全国大学ラグビーフットボール選手権大会 - 決勝が秩父宮ラグビー場に変更になった。また、ラグビーワールドカップ2015やスーパーラグビーへの日本代表出場に伴う日程面の都合により、日本選手権が一発勝負のみで行われる関係上、当大会からの出場は優勝校のみに戻された。
- 2017年度（第54回）から、日本ラグビーフットボール選手権大会（日本選手権）は社会人チームのみでの開催となり、大学チームの出場枠は無くなった。社会人チームと大学チームとの力の差が顕著になったことが最大の理由である[14]。
- 2019年度（第56回）から、決勝が国立競技場での開催となる。入場者数は、2019年度（2020年1月11日）決勝「早稲田 対 明治」が57,345人[16]、コロナ禍を明けた2023年度の第60回大会決勝（2024年1月13日）「帝京 対 明治」は18,374人[17]だった。
- 2024年度（第61回） - 準決勝2試合は2025年1月2日に国立競技場で実施し、最終的な入場者数は27,691人になった。1月12日（成人の日）の決勝戦は秩父宮ラグビー場での開催に変更され[18][19][20]、その日の国立競技場では第103回全国高等学校サッカー選手権大会の決勝戦が行われ、どちらも事前に入場チケットが完売となった[21][20]。入場者数は、大学ラグビー決勝「早稲田 対 帝京」が19,035人[22]、高校サッカー決勝は58,347人[23]だった。

## 出場枠の変遷

### 第1回大会（1964年度）：4校
- 関東大学上位2校
- 関西大学リーグ戦上位2校、関西大学リーグ戦上位2校、関西第3代表（関西大学リーグ戦3位校と東海地区リーグの優勝校の勝者）

### 第2回 - 第29回大会（1965年度 - 1992年度）：8校

#### 関東ラグビー協会：4校
関東大学上位4校（ただし、1967年は対抗戦とリーグ戦の分裂により双方の上位2校が、1968年度以降は対抗戦上位4校×リーグ戦上位4校同士の襷がけ対戦でのそれぞれの勝者が出場）

#### 関西ラグビー協会：3校
関西大学リーグ戦上位2校、関西第3代表（関西大学リーグ戦3位校と東海地区リーグの優勝校の勝者）

#### 九州ラグビー協会：1校
九州学生リーグ戦優勝校

### 第30回大会 - 第33回大会（1993年度 - 1996年度）：16校

#### 関東ラグビー協会（北海道・東北を含む）：10校
- 関東大学対抗戦上位4校
- 関東大学リーグ戦上位4校
- 代表決定戦の勝者2校（関東第5代表）※1

※1：「関東大学対抗戦5位」と「関東大学リーグ戦5位」がそれぞれ「北海道代表」と「東北代表」と対戦した勝者。対戦組み合わせは1993年・1994年は抽選（後述）で、1995年以後は隔年交替制として実施。
1993年度と1994年度は、「地区対抗大学大会関東1区代表」・「地区対抗大学大会関東2区代表」と「北海道代表」・「東北代表」がそれぞれ予選第1ステージで対戦し、勝者が「関東大学対抗戦5位」・「関東大学リーグ戦5位」とそれぞれ第2ステージとして対戦するシステムが試験的に採られた。しかし、3年目にはそれまで認められてきた関東地区（関東・甲信越）所属校の地区対抗大学大会予選と対抗戦・リーグ戦いずれかに重複参加することが禁止され、さらに地区対抗大学大会の関東地区からの選手権予選への参加は消滅となった。なお地区対抗大学大会関東地区予選から選手権の予選に出場する場合、関東のリーグ戦もしくは対抗戦に重複参加していないチームに限るという条件は1993年度当初から適用されていた。1993年度・1994年度はともに地区対抗大学大会関東2区の優勝校がこの条件に該当しており、実際にはこのシステム下で関東2区からは選手権の関東予選（第1ステージ）には出場していない。

#### 関西ラグビー協会（東海・北陸・中国・四国を含む）：5校
- 関西大学リーグ戦上位4校
- 代表決定戦の勝者1校（関西第5代表）：「東海・北陸代表」と「中国・四国代表」が予選第1ステージとして対戦し、勝者が「関西大学リーグ5位」と対戦。

#### 九州ラグビー協会：1校
- 九州学生リーグ戦優勝校

### 第34回大会 - 第48回大会（1997年度 - 2011年度）：16校
変更概要：
関東協会第5代表（2枠）のうち1枠についてのみ北海道・東北代表と代表決定戦を行う。

#### 【変更部分】関東ラグビー協会（北海道・東北地区も含む）：10校
- 関東大学対抗戦上位4校
- 関東大学リーグ戦上位4校
- 関東大学対抗戦または関東大学リーグ戦いずれかの5位（隔年交代制）
- 関東第5代表決定戦の勝者1校

「関東大学対抗戦5位または関東大学リーグ戦5位のいずれか」（隔年交代制）と「北海道・東北代表」が対戦して勝者が本大会に出場。変更された初年度の1997年は対抗戦5位がそのまま出場決定となり、リーグ戦5位が代表決定戦に出場。

### 第49回大会（2012年度）：18校
第49回大会（2012年度）から、ファーストステージ、セカンドステージ、ファイナルステージの3つの区分を設けた。

#### ファーストステージ
- 東北代表・北海道代表の勝者（1枠）
- 北陸・東海代表/中国・四国代表の勝者（1枠）
- 九州地区リーグ1位

1回戦総当りで、勝ち点制で順位を決める（勝ち＝5点、引き分け＝2点、敗戦＝0点、7点差以内の敗戦＝1点、4トライ以上獲得＝1点）。

#### セカンドステージ
- 関東大学対抗戦上位5校
- 関東大学リーグ戦上位5校
- 関西大学リーグ戦上位5校
- ファーストステージ優勝校

4ブロック1回戦総当り。順位決定方法は、勝ち点制（勝ち＝5点、引き分け＝2点、敗戦＝0点、7点差以内の敗戦＝1点、4トライ以上獲得＝1点、アドバンテージポイント：所属地域リーグの順位により、1位＝4点、2位＝3点、3位＝2点、4位＝1点。ただし、ステージ開始時点のみ加点。ファーストステージ参加チームは対象外）。
ブロック分け方法：前年度成績および地域リーグ戦での順位による固定方式。成績比較によりセカンドステージ最下位チーム（枠）を決定し、該当チーム所属リーグの次年度の最下位チーム（関東・関西なら該当リーグ5位チーム）は、ファーストステージからの参加になる。

#### ファイナルステージ（準決勝および決勝）
セカンドステージ各ブロック優勝チーム（計4チーム）により抽選を行いトーナメントを実施。

### 第50回大会 - 第52回大会（2013年度 - 2015年度）：18校
2012年度（第49回）方式の一部を変更。

#### 【変更部分】セカンドステージ
アドバンテージポイント：所属地域リーグの順位により、1位＝3点、2位＝2点、3位＝1点

#### 【変更部分】ファイナルステージ
組み合わせ方法は、セカンドステージでの獲得した勝ち点数に応じて1位 - 4位の順列を決定し、1位vs4位、2位vs3位で準決勝、それぞれの勝者で決勝戦を行う。

### 第53回大会 - （2016年度 - ）：14校
14チームによる1つのトーナメント制に統合。ファーストステージ、セカンドステージ、ファイナルステージという区分けは無くなった。

#### 出場チーム数：14チーム
- 関東大学対抗戦Aグループ上位3校
- 関東大学リーグ戦1部上位3校
- 関西大学リーグ戦Aリーグ上位3校
- 北海道・東北代表1校
- 東海・北陸・中国・四国代表1校
- 九州代表（九州学生リーグI部1位）1校
- 前年度決勝戦出場チーム所属リーグ2校

##### シードA～D：準々決勝から登場する
- シードA：前年度優勝校所属リーグ1位（2016年度：関東大学対抗戦Aグループ1位）
- シードB：前年度準優勝校所属リーグ1位（前年度優勝校と準優勝校が同一リーグの場合は2位、2016年度：関東大学リーグ戦1部1位）
- シードC, D：AおよびBを除く各リーグ最上位校（2016年度：関東大学対抗戦Aグループ2位、関西大学リーグ戦Aリーグ1位）

準決勝で同一リーグの対戦とならないように決定。前年度優勝校・準優勝校が同一リーグの場合は抽選で決定。

##### シードE～H：3回戦から登場する
準々決勝で同一リーグの対戦とならないように決定（以下2016年度）
- シードE：関東大学リーグ戦1部2位
- シードF：関西大学リーグ戦Aリーグ2位
- シードG：関東大学対抗戦Aグループ3位
- シードH：関東大学リーグ戦1部3位

##### シードI：2回戦から登場する
- シードI：前年度に2回戦に勝利した地区代表（2016年度：東海・北陸・中国・四国代表）

##### 下記3校はシード校ではないが、3回戦から登場する（2016年度）
- 関東大学対抗戦Aグループ4位
- 関東大学リーグ戦1部4位
- 関西大学リーグ戦Aリーグ3位

前年度に1、2回戦で敗退した2校が所属する地区は1回戦で対戦する（2016年度：北海道・東北代表、九州代表）。

## 歴代優勝チームと出場校

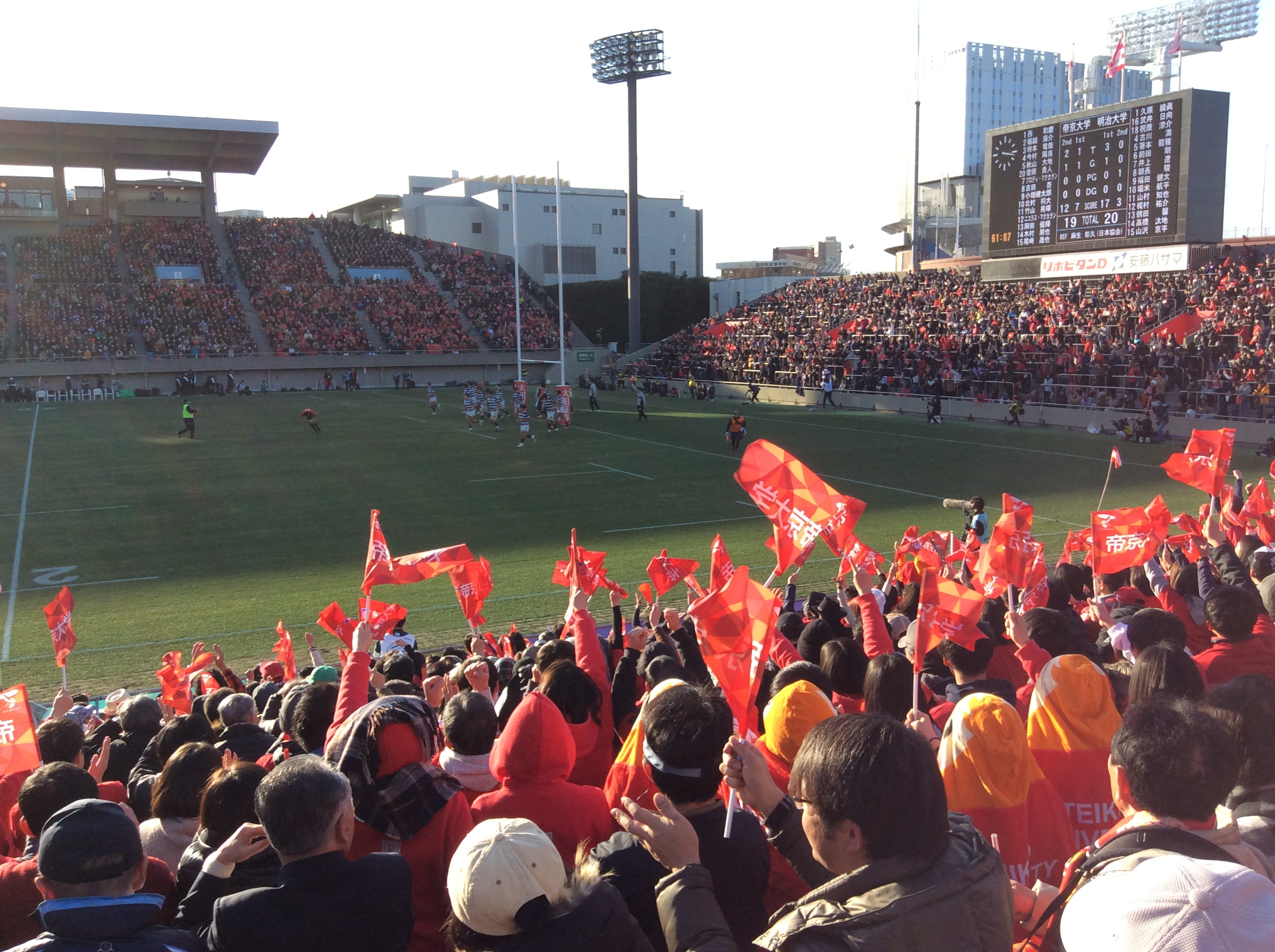
第54回大会決勝 帝京大学 vs 明治大学
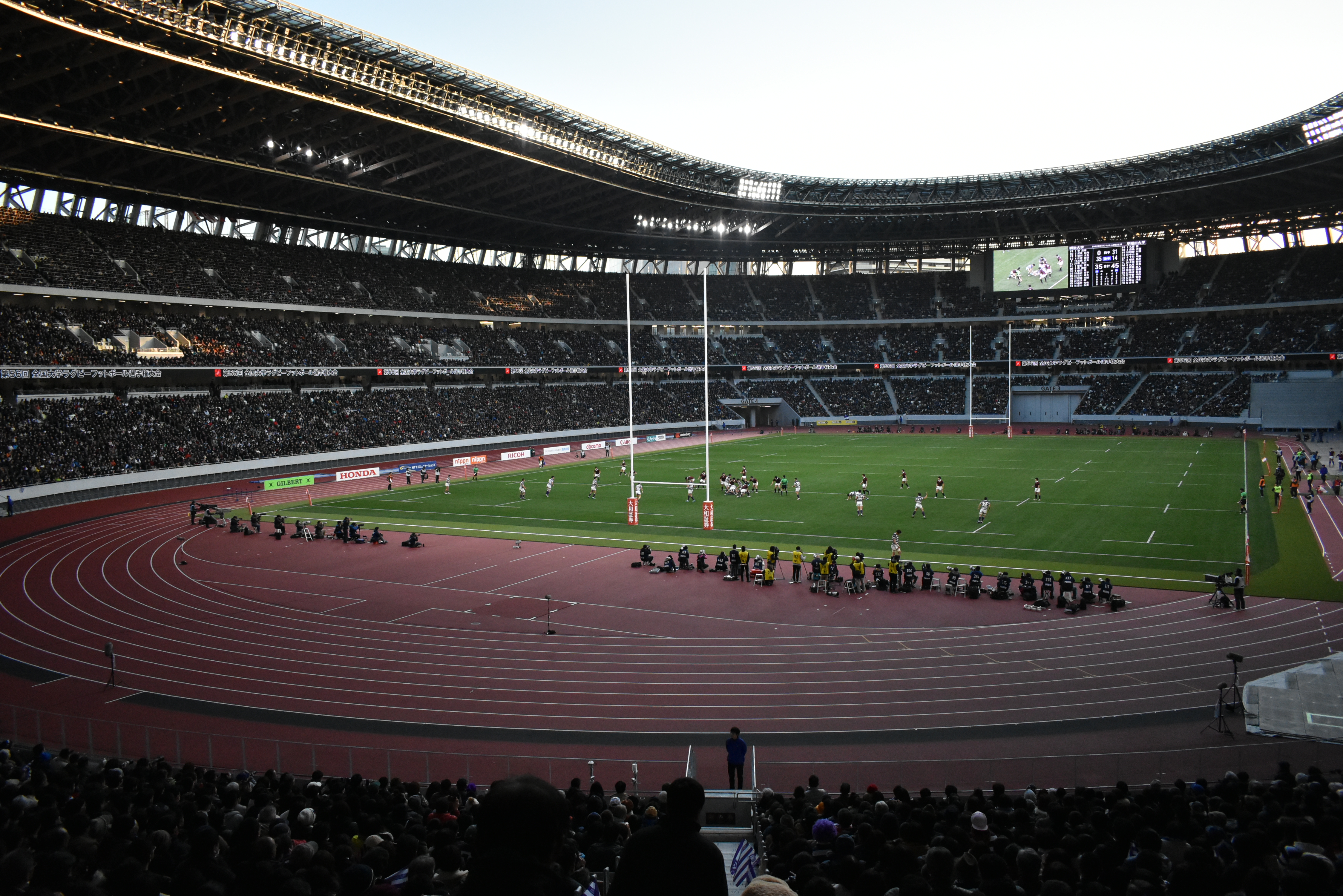
第56回大会決勝 早稲田大学 vs 明治大学

| 凡例 （チーム名は、略称を使用）              |                                                                     |                                              |                                                   |                                                   |
| ★ 優勝                                       | ☆ 優勝（抽選で日本選手権出場なし） （1968年度、1985年度、1988年度） | ● 準優勝                                     | △ 4強進出で、優勝校に敗退                         | ▽ 4強進出で、準優勝校に敗退                       |
| 下線付き 準々決勝敗退校（1993年度-2011年度） | 下線付き 準々決勝敗退校（1993年度-2011年度）                        | 下線付き 準々決勝敗退校（1993年度-2011年度） | ( )付き 代表決定戦による出場（1965年度-2011年度） | ( )付き 代表決定戦による出場（1965年度-2011年度） |

| 年度   | 回 | 決勝 スコア | 出場校一覧 | 出場校一覧 | 出場校一覧 | 出場校一覧 | 出場校一覧 | 出場校一覧 | 出場校一覧 | 出場校一覧   | 出場校一覧   | 出場校一覧   | 出場校一覧   | 出場校一覧   | 出場校一覧 | 出場校一覧 | 出場校一覧 | 出場校一覧 | 出場校一覧 | 出場校一覧 | 出場校一覧 | 出場校一覧 | 出場校一覧 | 出場校一覧 | 出場 校数 | 備考 |
| 年度   | 回 | 決勝 スコア |            |            | 関東       | 関東       | 関東       | 関東       | 関東       | 関東         | 関東         | 関東         | 関東         | 関東         | 関西       | 関西       | 関西       | 関西       | 関西       | 東海       |            |            |            | 九州       | 出場 校数 | 備考 |
| 年度   | 回 | 決勝 スコア | 1位        | 2位        | 3位        | 4位        | 5位        |            |            |              |              |              | 1位          | 2位          | 3位        |            |            |            |            | 東海       |            |            |            | 九州       | 出場 校数 | 備考 |
| ------ | -- | ----------- | ---------- | ---------- | ---------- | ---------- | ---------- | ---------- | ---------- | ------------ | ------------ | ------------ | ------------ | ------------ | ---------- | ---------- | ---------- | ---------- | ---------- | ---------- | ---------- | ---------- | ---------- | ---------- | --------- | ---- |
| 1964年 | 1  | 14 - 6      |            |            | ★法政      | ●早大      |            |            |            |              |              |              |              |              | △同大      | ▽関大      |            |            |            |            |            |            |            |            | 4         | ※1   |
| 1965年 | 2  | 16 - 0      |            |            | ★早大      |            | ●法政      |            | ▽日体      |              |              |              |              |              | 同大       | 天理       | (京大)     |            |            |            |            |            |            | 電工大     | 8         | ※2   |
| 1965年 | 2  | 16 - 0      | △日大      |            |            |            | ●法政      |            | ▽日体      |              |              |              |              |              | 同大       | 天理       | (京大)     |            |            |            |            |            |            | 電工大     | 8         | ※2   |
| 1966年 | 3  | 18 - 3      |            |            | ●法政      |            | △日体      | ★早大      |            |              |              |              |              |              | △同大      | 関大       | (天理)     |            |            |            |            |            |            | 福工       | 8         |      |
| 1966年 | 3  | 18 - 3      | 日大       |            |            |            | △日体      | ★早大      |            |              |              |              |              |              | △同大      | 関大       | (天理)     |            |            |            |            |            |            | 福工       | 8         |      |
| 年度   | 回 | 決勝 スコア |            |            | 関東対抗戦 | 関東対抗戦 | 関東対抗戦 | 関東対抗戦 | 関東対抗戦 | 関東リーグ戦 | 関東リーグ戦 | 関東リーグ戦 | 関東リーグ戦 | 関東リーグ戦 | 関西       | 関西       | 関西       | 関西       | 関西       | 東海       |            |            |            | 九州       | 出場 校数 | 備考 |
| 年度   | 回 | 決勝 スコア | 1位        | 2位        | 3位        | 4位        |            | 1位        | 2位        | 3位          | 4位          |              | 1位          | 2位          | 3位        |            |            |            |            | 東海       |            |            |            | 九州       | 出場 校数 | 備考 |
| 1967年 | 4  | 11 - 8      |            |            | ●早大      | 慶應       |            |            |            | ★法政        | 中央         |              |              |              | △同大      | 関大       |            |            |            | (中京)     |            |            |            | ▽福工      | 8         | ※3   |
| 1968年 | 5  | 14 - 14     |            |            | ☆早大      |            |            | ★慶應      |            |              | △中央        | △法政        |              |              | 同大       | 関大       | (京大)     |            |            |            |            |            |            | 福工       | 8         | ※4   |
| 1969年 | 6  | 11 - 9      |            |            | ★日体      | ●早大      | 慶應       |            |            | ▽法政        |              |              |              |              | △同大      | 大経       | (天理)     |            |            |            |            |            |            | 福工       | 8         |      |
| 1970年 | 7  | 14 - 9      |            |            | ★早大      | ●日体      | △明治      |            |            | ▽法政        |              |              |              |              | 同大       | 天理       |            |            |            | (中京)     |            |            |            | 福工       | 8         |      |
| 1971年 | 8  | 18 - 3      |            |            | ★早大      | ▽明大      |            |            |            | ●法政        | 中央         |              |              |              | △同大      | 天理       | (京大)     |            |            |            |            |            |            | 福岡       | 8         |      |
| 1972年 | 9  | 13 - 12     |            |            | ●早大      | ★明大      | ▽慶應      |            |            | △中大        |              |              |              |              | 同大       | 天理       |            |            |            | (中京)     |            |            |            | 九産       | 8         |      |
| 1973年 | 10 | 29 - 6      |            |            | ★早大      | ●明大      | ▽慶應      |            |            | △専修        |              |              |              |              | 天理       | 京大       |            |            |            | (中京)     |            |            |            | 福岡       | 8         |      |
| 1974年 | 11 | 18 - 0      |            |            | ★早大      | ▽慶應      | △日体      | ●明大      |            |              |              |              |              |              | 天理       | 同大       | (京大)     |            |            |            |            |            |            | 福工       | 8         |      |
| 1975年 | 12 | 18 - 7      |            |            | ★明大      |            |            | ▽慶應      |            |              | 大東         |              |              |              | 天理       | △同大      |            |            |            | (中京)     |            |            |            | 福工       | 8         |      |
| 1975年 | 12 | 18 - 7      | ●早大      |            |            |            |            | ▽慶應      |            |              | 大東         |              |              |              | 天理       | △同大      |            |            |            | (中京)     |            |            |            | 福工       | 8         |      |
| 1976年 | 13 | 34 - 6      |            |            | ★早大      | ●明治      | △慶應      |            |            | ▽日大        |              |              |              |              | 同大       | 天理       |            |            |            | (中京)     |            |            |            | 福工       | 8         |      |
| 1977年 | 14 | 7 - 6       |            |            | ★明治      | ●慶應      |            | ▽日体      |            |              | △専修        |              |              |              | 同大       | 天理       |            |            |            | (中京)     |            |            |            | 福工       | 8         |      |
| 1978年 | 15 | 22 - 3      |            |            | ★日体      | ●明治      | △慶應      |            | 早大       |              |              |              |              |              | ▽同大      | 天理       |            |            |            | (中京)     |            |            |            | 福工       | 8         | ※5   |
| 1979年 | 16 | 6 - 3       |            |            | ★明治      | ▽早大      | △日体      | 筑波       |            |              |              |              |              |              | ●同大      | 天理       |            |            |            | (中京)     |            |            |            | 福工       | 8         |      |
| 1980年 | 17 | 11 - 6      |            |            | ▽慶應      | ●明治      |            |            |            | △法政        | 専修         |              |              |              | ★同大      | 天理       |            |            |            | (中京)     |            |            |            | 福工       | 8         |      |
| 1981年 | 18 | 21 - 12     |            |            | ●早大      | ★明治      |            | 慶應       |            |              | ▽専修        |              |              |              | △同大      | 天理       | (大体)     |            |            |            |            |            |            | 福岡       | 8         |      |
| 1982年 | 19 | 18 - 6      |            |            | ▽早大      | △慶應      | ●明治      | 日体       |            |              |              |              |              |              | ★同大      | 大体       | (京産)     |            |            |            |            |            |            | 福工       | 8         |      |
| 1983年 | 20 | 31 - 7      |            |            | ●日体      | ▽明治      |            | 帝京       |            |              | 日大         |              |              |              | ★同大      | △京産      |            |            |            | (中京)     |            |            |            | 福工       | 8         |      |
| 1984年 | 21 | 10 - 6      |            |            | ●慶應      | △早大      |            | 帝京       |            |              | 専修         |              |              |              | ★同大      | ▽天理      |            |            |            | (中京)     |            |            |            | 福工       | 8         |      |
| 1985年 | 22 | 12 - 12     |            |            | ☆明治      | △早大      | 日体       | ★慶應      |            |              |              |              |              |              | 大体       | △京産      | (同大)     |            |            |            |            |            |            | 福工       | 8         |      |
| 1986年 | 23 | 12 - 10     |            |            | △明治      | ●早大      |            |            |            | ★大東        | 中央         |              |              |              | ▽同大      | 京産       | (大体)     |            |            |            |            |            |            | 福岡       | 8         |      |
| 1987年 | 24 | 19 - 10     |            |            | ★早大      | 筑波       | 明治       |            |            | ▽大東        |              |              |              |              | △大体      | ●同大      | (京産)     |            |            |            |            |            |            | 福岡       | 8         |      |
| 1988年 | 25 | 13 - 13     |            |            | ☆明治      | △日体      | 早大       |            |            | ★大東        |              |              |              |              | △同大      | 大商       | (京産)     |            |            |            |            |            |            | 福岡       | 8         |      |
| 1989年 | 26 | 45 - 14     |            |            | ●日体      | ★早大      |            | 明治       |            |              | ▽大東        |              |              |              | △大体      | 同大       | (京産)     |            |            |            |            |            |            | 福岡       | 8         |      |
| 1990年 | 27 | 16 - 13     |            |            | ★明治      |            |            |            |            | 関東         | 大東         |              |              |              | ▽京産      | △同大      | (大体)     |            |            |            |            |            |            | 福岡       | 8         |      |
| 1990年 | 27 | 16 - 13     | ●早大      |            |            |            |            |            |            | 関東         | 大東         |              |              |              | ▽京産      | △同大      | (大体)     |            |            |            |            |            |            | 福岡       | 8         |      |
| 1991年 | 28 | 19 - 3      |            |            | ★明治      | ▽早大      |            |            |            | ●大東        | △関東        |              |              |              | 大体       | 京産       | (同大)     |            |            |            |            |            |            | 福岡       | 8         |      |
| 1992年 | 29 | 30 - 27     |            |            | △明治      | ●早大      |            |            |            | ★法政        | ▽関東        |              |              |              | 同大       | 京産       | (大体)     |            |            |            |            |            |            | 九産       | 8         |      |
| 年度   | 回 | 決勝 スコア | 北海道     | 東北       | 関東対抗戦 | 関東対抗戦 | 関東対抗戦 | 関東対抗戦 | 関東対抗戦 | 関東リーグ戦 | 関東リーグ戦 | 関東リーグ戦 | 関東リーグ戦 | 関東リーグ戦 | 関西       | 関西       | 関西       | 関西       | 関西       | 東海       | 北陸       | 中国       | 四国       | 九州       | 出場 校数 | 備考 |
| 年度   | 回 | 決勝 スコア | 北海道     | 東北       | 1位        | 2位        | 3位        | 4位        | 5位        | 1位          | 2位          | 3位          | 4位          | 5位          | 1位        | 2位        | 3位        | 4位        | 5位        | 東海       | 北陸       | 中国       | 四国       | 九州       | 出場 校数 | 備考 |
| 1993年 | 30 | 41 - 12     |            |            | ★明治      | 早大       | 日体       | 青学       | (筑波)     | ●法政        | 関東         | 大東         | 中央         | (専修)       | △同大      | ▽京産      | 龍谷       | 大体       | (立命)     |            |            |            |            | 福岡       | 16        | ※6   |
| 1994年 | 31 | 22 - 17     |            |            | ●明治      | △早大      | 日体       | 帝京       | (青学)     | ★大東        | 法政         | 中央         | 関東         | (日大)       | ▽京産      | 同大       | 龍谷       | 大体       | (大経)     |            |            |            |            | 西南       | 16        |      |
| 1995年 | 32 | 43 - 9      |            |            | 日体       | ★明治      | ●早大      | 帝京       | (筑波)     | 大東         | 関東         | ▽法政        | △日大        | (専修)       | 同大       | 京産       | 龍谷       | 大体       |            | (中京)     |            |            |            | 九国       | 16        |      |
| 1996年 | 33 | 32 - 22     |            |            | ★明治      | ●早大      | 帝京       | 日体       | (筑波)     | ▽関東        | 中央         | 日大         | 法政         | (専修)       | △同大      | 京産       | 龍谷       | 立命       | (大体)     |            |            |            |            | 福岡       | 16        |      |
| 1997年 | 34 | 30 - 17     |            |            | ●明治      | 早大       | 帝京       | 筑波       | 日体       | ★関東        | ▽日大        | 法政         | 大東         | (流経)       | △京産      | 近大       | 龍谷       | 大体       | (同大)     |            |            |            |            | 福岡       | 16        |      |
| 1998年 | 35 | 47 - 28     |            |            | ●明治      | ▽慶應      | △早大      | 筑波       | (日体)     | 法政         | ★関東        | 中央         | 日大         | 流経         | 京産       | 大体       | 同大       | 龍谷       |            | (中京)     |            |            |            | 福岡       | 16        |      |
| 1999年 | 36 | 27 - 7      |            |            | ★慶應      | 帝京       | 明治       | 早大       | 日体       | ●関東        | 流経         | 日大         | ▽大東        | (法政)       | △同大      | 近大       | 京産       | 大体       | (立命)     |            |            |            |            | 福岡       | 16        |      |
| 2000年 | 37 | 42 - 15     |            |            | ▽慶應      | 明治       | 早大       | 帝京       | (筑波)     | ★関東        | ●法政        | 大東         | 日大         | 専修         | △同大      | 近大       | 立命       | 京産       | (大体)     |            |            |            |            | 福工       | 16        |      |
| 2001年 | 38 | 21 - 16     |            |            | ●早大      | ▽慶應      | 明治       | 帝京       | 日体       | ★関東        | △法政        | 中央         | 日大         | (大東)       | 立命       | 同大       | 近大       | 大体       | (京産)     |            |            |            |            | 福岡       | 16        |      |
| 2002年 | 39 | 27 - 22     |            |            | ★早大      | 慶應       | 明治       | ▽帝京      | (筑波)     | ●関東        | △法政        | 東海         | 中央         | 流経         | 同大       | 京産       | 立命       | 近大       | (龍谷)     |            |            |            |            | 鹿体       | 16        |      |
| 2003年 | 40 | 33 - 7      |            |            | ●早大      | 帝京       | 筑波       | 明治       | 慶應       | ★関東        | △法政        | 流経         | 東海         | (日大)       | ▽同大      | 大体       | 京産       | 近大       | (関学)     |            |            |            |            | 福工       | 16        |      |
| 2004年 | 41 | 31 - 19     |            |            | ★早大      | 慶應       | 明治       | 帝京       | (筑波)     | ▽法政        | ●関東        | 大東         | 日大         | 流経         | △同大      | 立命       | 大体       | 京産       | (近大)     |            |            |            |            | 福岡       | 16        |      |
| 2005年 | 42 | 41 - 5      |            |            | ★早大      | 帝京       | 慶應       | 明治       | 日体       | ●関東        | △法政        | 大東         | 東海         | (流経)       | ▽同大      | 大体       | 京産       | 天理       | (立命)     |            |            |            |            | 福岡       | 16        |      |
| 2006年 | 43 | 33 - 26     |            |            | ●早大      | 明治       | 慶應       | 帝京       | (日体)     | ★関東        | 法政         | 東海         | 大東         | 流経         | △大体      | ▽京産      | 同大       | 立命       | (関学)     |            |            |            |            | 福岡       | 16        |      |
| 2007年 | 44 | 26 - 6      |            |            | ★早大      | ▽明治      | ●慶應      | △帝京      | 筑波       | 東海         | 拓殖         | 法政         | 大東         | (中央)       | 同大       | 京産       | 大体       | 立命       | (関学)     |            |            |            |            | 福岡       | 16        |      |
| 2008年 | 45 | 20 - 10     |            |            | ●帝京      | ★早大      | 日体       | 慶應       | (筑波)     | △東海        | ▽法政        | 関東         | 日大         | 流経         | 関学       | 同大       | 天理       | 立命       | (摂南)     |            |            |            |            | 福岡       | 16        |      |
| 2009年 | 46 | 14 - 13     |            |            | 早大       | ▽慶應      | 筑波       | ★帝京      | △明大      | ●東海        | 関東         | 法政         | 流経         | (拓殖)       | 関学       | 天理       | 摂南       | 同大       | (立命)     |            |            |            |            | 福岡       | 16        |      |
| 2010年 | 47 | 17 - 12     |            |            | ●早大      | 慶應       | ▽明治      | ★帝京      | (筑波)     | △東海        | 流経         | 関東         | 中央         | 大東         | 天理       | 関学       | 近大       | 大体       | (京産)     |            |            |            |            | 福岡       | 16        |      |
| 2011年 | 48 | 15 - 12     |            |            | ★帝京      | 早大       | 明大       | △筑波      | 慶應       | 流経         | 東海         | ▽関東        | 大東         | (法政)       | ●天理      | 同大       | 大体       | 立命       | (関学)     |            |            |            |            | 福工       | 16        |      |
| 2012年 | 49 | 39 - 22     |            | 東北学     | ●筑波      | ★帝京      | 明大       | △早大      | 慶應       | ▽東海        | 流経         | 拓殖         | 法政         | 日大         | 天理       | 立命       | 関学       | 近大       | 大体       | 朝日       |            |            |            | 福工       | 18        |      |
| 2013年 | 50 | 41 - 34     |            | 東北学     | ★帝京      | ●早大      | △慶應      | ▽筑波      | 明大       | 流経         | 中央         | 大東         | 東海         | 日大         | 立命       | 同大       | 京産       | 関学       | 大体       | 朝日       |            |            |            | 福工       | 18        |      |
| 2014年 | 51 | 50 - 7      |            | 東北学     | ★帝京      | 早大       | 明大       | △慶應      | ●筑波      | 流経         | ▽東海        | 法政         | 大東         | 中央         | 関学       | 京産       | 同大       | 天理       | 立命       | 朝日       |            |            |            | 福工       | 18        |      |
| 2015年 | 52 | 27 - 17     |            | 八戸学     | ★帝京      | ▽明大      | 筑波       | 早大       | 慶應       | ●東海        | 流経         | 中央         | △大東        | 法政         | 同大       | 天理       | 立命       | 関西       | 京産       | 朝日       |            |            |            | 福工       | 18        |      |
| 年度   | 回 | 決勝 スコア | 北海道     | 東北       | 関東対抗戦 | 関東対抗戦 | 関東対抗戦 | 関東対抗戦 | 関東対抗戦 | 関東リーグ戦 | 関東リーグ戦 | 関東リーグ戦 | 関東リーグ戦 | 関東リーグ戦 | 関西       | 関西       | 関西       | 関西       | 関西       | 東海       | 北陸       | 中国       | 四国       | 九州       | 出場 校数 | 備考 |
| 年度   | 回 | 決勝 スコア | 北海道     | 東北       | 1位        | 2位        | 3位        | 4位        | 5位        | 1位          | 2位          | 3位          | 4位          | 5位          | 1位        | 2位        | 3位        | 4位        | 5位        | 東海       | 北陸       | 中国       | 四国       | 九州       | 出場 校数 | 備考 |
| 2016年 | 53 | 33 - 26     |            | 東北学     | ★帝京      | 早大       | 明大       | 慶應       |            | ●東海        | 流経         | 大東         | 中央         |              | △天理      | ▽同大      | 京産       |            |            | 朝日       |            |            |            | 福工       | 14        |      |
| 2017年 | 54 | 21 - 20     |            | 東北学     | ★帝京      | ●明大      | 慶應       | 早大       |            | ▽大東        | △東海        | 流経         | 法政         |              | 天理       | 京産       | 立命       |            |            | 朝日       |            |            |            | 福岡       | 14        | ※7   |
| 2018年 | 55 | 22 - 17     | 北海道     |            | ▽帝京      | △早大      | 慶應       | ★明大      | 筑波       | 東海         | 大東         | 流経         |              |              | ●天理      | 立命       | 京産       |            |            | 朝日       |            |            |            | 福工       | 14        |      |
| 2019年 | 56 | 45 - 35     |            | 八戸学     | ●明大      | ★早大      | 帝京       | 筑波       |            | ▽東海        | 日大         | 流経         |              |              | △天理      | 同大       | 関学       | 京産       |            | 朝日       |            |            |            | 九共       | 14        |      |
| 2020年 | 57 | 55 - 28     |            | 八戸学     | △明大      | ●早大      | 慶應       | ▽帝京      | 筑波       | 東海         | 流経         | 日大         |              |              | ★天理      | 同大       | 京産       |            |            | 朝日       |            |            |            | 福工       | 14        |      |
| 2021年 | 58 | 27 - 14     |            | 八戸学     | ★帝京      | 早大       | ●明大      | 慶應       | 日体       | ▽東海        | 日大         | 大東         |              |              | △京産      | 近大       | 天理       | 同大       |            | 朝日       |            |            |            | 福岡       | 15        | ※8   |
| 2022年 | 59 | 73 - 20     |            | 八戸学     | ★帝京      | 明大       | ●早大      | 慶應       | △筑波      | 東海         | 流経         | 東洋         |              |              | ▽京産      | 天理       | 同大       |            |            |            |            | IPU        |            | 福工       | 14        |      |
| 2023年 | 60 | 34 - 15     |            | 八戸学     | ★帝京      | ●明大      | 早大       | 筑波       | 慶應       | 東海         | 流経         | 法政         |              |              | ▽京産      | △天理      | 関学       |            |            | 中京       |            |            |            | 福工       | 14        |      |
| 2024年 | 61 | 33 - 15     |            | 八戸学     | ●早大      | ★帝京      | △明治      | 慶應       | 青学       | 大東         | 東洋         | 東海         |              |              | 天理       | ▽京産      | 近畿       |            |            |            |            | IPU        |            | 福工       | 14        |      |
| 2025年 | 62 | -           |            |            |            |            |            |            |            |              |              |              |              |              |            |            |            |            |            |            |            |            |            |            |           |      |
| 年度   | 回 | 決勝 スコア | 北海道     | 東北       | 関東対抗戦 | 関東対抗戦 | 関東対抗戦 | 関東対抗戦 | 関東対抗戦 | 関東リーグ戦 | 関東リーグ戦 | 関東リーグ戦 | 関東リーグ戦 | 関東リーグ戦 | 関西       | 関西       | 関西       | 関西       | 関西       | 東海       | 北陸       | 中国       | 四国       | 九州       | 出場 校数 | 備考 |
| 年度   | 回 | 決勝 スコア | 北海道     | 東北       | 1位        | 2位        | 3位        | 4位        | 5位        | 1位          | 2位          | 3位          | 4位          | 5位          | 1位        | 2位        | 3位        | 4位        | 5位        | 東海       | 北陸       | 中国       | 四国       | 九州       | 出場 校数 | 備考 |

| 凡例 （チーム名は、略称を使用） |          |                           |                             |
| ★ 優勝                          | ● 準優勝 | △ 4強進出で、優勝校に敗退 | ▽ 4強進出で、準優勝校に敗退 |

※1：1964年度、東西大学選手権。関東は並立A・Bリーグの総当たり戦
※2：1965年度、関東が対抗戦方式に変更。略称名の電工大（電子工業大）は、現在の福岡工大
※3：1967年度、関東が対抗戦とリーグ戦に分裂
※4：1968年度、関東は対抗戦とリーグ戦間で代表決定戦（交流戦）を導入
※5：1978年度、関東対抗戦4位校が代表決定戦（交流戦）を出場辞退したため、対抗戦5位校が出場
※6：1993年度、関東の代表決定戦を廃止。
※7：2017年度、日本ラグビーフットボール選手権大会（日本選手権）は社会人チームだけの大会となり、大学チームは出場しなくなった。
※8：2021年度、新型コロナウイルス感染症の世界的流行の影響で辞退したチームが発生したため、大会規定により前年2020年度と同様のレギュレーションを踏襲し、さらに2020年度の優勝校所属地区を増枠して15校で大会実施。
- 第54回大会決勝
帝京大学 vs 明治大学
- 第56回大会決勝
早稲田大学 vs 明治大学

## 通算成績
- 第61回大会終了時点[26]
- 同大と帝京大の試合中止を含む

| 順 | クラブ名                  | 回 | 優 | 準 | 三 | 試  | 勝  | 分 | 敗 | 得   | 失   | 差    |
| -- | ------------------------- | -- | -- | -- | -- | --- | --- | -- | -- | ---- | ---- | ----- |
| 1  | 早稲田大学                | 58 | 16 | 19 | 9  | 167 | 123 | 1  | 43 | 5983 | 2859 | 3124  |
| 2  | 明治大学                  | 53 | 13 | 13 | 11 | 145 | 101 | 2  | 42 | 4841 | 2758 | 2083  |
| 3  | 帝京大学                  | 32 | 13 | 1  | 4  | 88  | 67  | 1  | 20 | 3655 | 1611 | 2044  |
| 4  | 同志社大学                | 54 | 4  | 2  | 19 | 108 | 53  | 1  | 54 | 3029 | 2690 | 339   |
| 5  | 法政大学                  | 33 | 3  | 5  | 11 | 84  | 51  | 0  | 33 | 3044 | 2076 | 968   |
| 6  | 慶應義塾大学              | 41 | 3  | 3  | 14 | 94  | 49  | 3  | 42 | 2474 | 2173 | 301   |
| 7  | 関東学院大学              | 21 | 6  | 4  | 4  | 62  | 47  | 1  | 14 | 2280 | 1307 | 973   |
| 8  | 東海大学                  | 22 | 0  | 3  | 7  | 53  | 29  | 0  | 24 | 1690 | 1240 | 450   |
| 9  | 大東文化大学              | 28 | 3  | 1  | 5  | 55  | 28  | 1  | 26 | 1502 | 1617 | -115  |
| 10 | 筑波大学                  | 26 | 0  | 2  | 3  | 49  | 24  | 1  | 24 | 1348 | 1328 | 20    |
| 11 | 京都産業大学              | 38 | 0  | 0  | 11 | 67  | 24  | 0  | 43 | 1645 | 2348 | -703  |
| 12 | 日本体育大学              | 25 | 2  | 3  | 6  | 44  | 21  | 0  | 23 | 1036 | 1158 | -122  |
| 13 | 天理大学                  | 33 | 1  | 2  | 4  | 53  | 20  | 0  | 33 | 1239 | 1490 | -251  |
| 14 | 電子工業大学/福岡工業大学 | 30 | 0  | 0  | 1  | 48  | 16  | 0  | 32 | 1254 | 2174 | -920  |
| 15 | 日本大学                  | 20 | 0  | 0  | 4  | 36  | 13  | 0  | 23 | 929  | 1259 | -330  |
| 16 | 流通経済大学              | 23 | 0  | 0  | 0  | 36  | 12  | 2  | 22 | 975  | 1456 | -481  |
| 17 | 朝日大学                  | 10 | 0  | 0  | 0  | 27  | 11  | 0  | 16 | 865  | 1055 | -190  |
| 18 | 中央大学                  | 17 | 0  | 0  | 2  | 28  | 7   | 1  | 20 | 446  | 945  | -499  |
| 19 | 関西学院大学              | 12 | 0  | 0  | 0  | 23  | 6   | 0  | 17 | 497  | 967  | -470  |
| 20 | 大阪体育大学              | 27 | 0  | 0  | 3  | 37  | 6   | 0  | 31 | 738  | 1436 | -698  |
| 21 | 立命館大学                | 19 | 0  | 0  | 0  | 28  | 5   | 0  | 23 | 572  | 1324 | -752  |
| 22 | 専修大学                  | 9  | 0  | 0  | 3  | 12  | 3   | 0  | 9  | 175  | 387  | -212  |
| 23 | 近畿大学                  | 11 | 0  | 0  | 0  | 15  | 2   | 0  | 13 | 362  | 711  | -349  |
| 24 | 環太平洋大学              | 2  | 0  | 0  | 0  | 3   | 1   | 0  | 2  | 139  | 87   | 52    |
| 25 | 摂南大学                  | 2  | 0  | 0  | 0  | 3   | 1   | 0  | 2  | 73   | 127  | -54   |
| 26 | 拓殖大学                  | 3  | 0  | 0  | 0  | 5   | 1   | 0  | 4  | 115  | 173  | -58   |
| 27 | 関西大学                  | 5  | 0  | 0  | 1  | 7   | 1   | 0  | 6  | 98   | 253  | -155  |
| 28 | 中京大学                  | 15 | 0  | 0  | 0  | 16  | 1   | 0  | 15 | 242  | 638  | -396  |
| 29 | 九州共立大学              | 1  | 0  | 0  | 0  | 1   | 0   | 0  | 1  | 19   | 49   | -30   |
| 30 | 大阪商業大学              | 1  | 0  | 0  | 0  | 1   | 0   | 0  | 1  | 0    | 34   | -34   |
| 31 | 鹿屋体育大学              | 1  | 0  | 0  | 0  | 1   | 0   | 0  | 1  | 18   | 71   | -53   |
| 32 | 北海道大学                | 1  | 0  | 0  | 0  | 1   | 0   | 0  | 1  | 0    | 108  | -108  |
| 33 | 九州国際大学              | 1  | 0  | 0  | 0  | 1   | 0   | 0  | 1  | 21   | 112  | -109  |
| 34 | 西南学院大学              | 1  | 0  | 0  | 0  | 1   | 0   | 0  | 1  | 0    | 117  | -117  |
| 35 | 東洋大学                  | 2  | 0  | 0  | 0  | 2   | 0   | 0  | 2  | 45   | 84   | -39   |
| 36 | 大阪経済大学              | 2  | 0  | 0  | 0  | 2   | 0   | 0  | 2  | 3    | 111  | -108  |
| 37 | 九州産業大学              | 2  | 0  | 0  | 0  | 2   | 0   | 0  | 2  | 8    | 225  | -217  |
| 38 | 青山学院大学              | 3  | 0  | 0  | 0  | 3   | 0   | 0  | 3  | 58   | 149  | -91   |
| 39 | 京都大学                  | 5  | 0  | 0  | 0  | 5   | 0   | 0  | 5  | 48   | 270  | -222  |
| 40 | 龍谷大学                  | 7  | 0  | 0  | 0  | 7   | 0   | 0  | 7  | 128  | 460  | -332  |
| 41 | 東北学院大学              | 5  | 0  | 0  | 0  | 8   | 0   | 0  | 8  | 98   | 601  | -503  |
| 42 | 八戸学院大学              | 7  | 0  | 0  | 0  | 8   | 0   | 0  | 8  | 102  | 642  | -540  |
| 43 | 福岡大学                  | 24 | 0  | 0  | 0  | 24  | 0   | 0  | 24 | 253  | 1367 | -1114 |

## ラグビー日本選手権大会への出場枠
本大会の上位チームは、日本ラグビーフットボール選手権大会へ出場し、社会人チームと対戦。日本一を決する流れが2016年度まで存在した。
詳細は「日本ラグビーフットボール選手権大会」を参照。
- 1960年度：第1回日本協会招待NHK杯争奪ラグビー大会（第1回ラグビーNHK杯）を開催。社会人チーム八幡製鉄と関東1位の日本大学が対戦した[27]。
- 1961年度（第2回NHK杯）：関西1位の同志社大学[28]。近鉄と対戦した。
- 1962年度（第3回NHK杯）：関東Aブロック（関東一部に相当）1位の明治大学[29]。八幡製鉄と対戦した。
- 1963年度：NHK杯から日本ラグビーフットボール選手権大会（ラグビー日本選手権）へ改題し、第1回大会が行われた。関東優秀校の法政大学と関西優秀校の同志社大学が出場。
- 1964年度から1996年度まで：当大会の優勝校のみ
- 1997年度から2003年度まで：優勝、準優勝の2校
- 2004年度：2次予選を勝ち抜いた6校
- 2005年度から2012年度まで：優勝、準優勝の2校
- 2013年度から2014年度まで：準決勝進出4校
- 2015年度から2016年度まで：当大会の優勝校のみ
- 2017年度から：大学出場枠を撤廃した。社会人チームのみで実施。
- 2021年5月：日本ラグビーフットボール選手権大会（ラグビー日本選手権）終了。翌シーズン2022年からジャパンラグビーリーグワンが開幕。

## 各リーグ紹介

### 関東大学ラグビー対抗戦
グループおよび所属校についての詳細は「関東大学ラグビー対抗戦グループ・所属チームの紹介」を参照。
関東ラグビーフットボール協会傘下。選手権9連覇などの記録を持ち強豪校として知られる帝京大学や、大学ラグビー界では伝統校として名が通っているいわゆる「早慶明」3校が所属するグループ。
対戦校間での「対抗戦思想」を重視しているため、従来は一般的な総当り戦とは異なる対戦方法を実施していた。この方式では各校それぞれで対戦相手や試合数に違いがあった（毎年固定のチームもあれば、年度ごとに事情により変えるチームもあった）が、現在は通常の総当り戦形式をとっている。「対抗戦思想」にもとづき、優勝校に対する表彰は行っておらず、各順位付けも全国大会への出場校選出やABグループ間の入れ替えを行う上での便宜的なものという位置づけがなされている。
総加盟校は16校固定（現在は新規加盟を凍結中）だが、8校ずつのAグループ（1部に相当）とBグループ（2部に相当）に分かれていて、シーズン終了後に2校ずつの入れ替え戦を実施している。近年はAグループの上位5チーム（帝京、早稲田、慶應、筑波、明治）と下位チームとの差が広がりつつあることが課題である。

### 関東大学ラグビーリーグ戦
グループおよび所属校についての詳細は「関東大学ラグビーリーグ戦グループ・有力チームの紹介」を参照。
関東ラグビーフットボール協会傘下。旧来の対抗戦方式に異を唱え総当たり戦を主張し法政・日大・専修・中央が中心となり結成。長らくそれら日中法専の4校が中心であったが、近年はリーグ戦の中でも新興校になる関東学院大や東海大・大東文化大などが台頭し活躍。組織形態は過去数度の変遷を経ているが現在は1部から6部まであり各部間で2校ずつの入れ替え戦を実施している。

### 関西大学ラグビーリーグ
リーグおよび所属校についての詳細は「関西大学ラグビーフットボールリーグ・有力チームの紹介」を参照。
関西ラグビーフットボール協会傘下。創成期以来長らく大学ラグビー界での関西の顔として活躍してきた同志社大学が所属。Aリーグ - Dリーグ（1部-4部に相当。DリーグのみD1-D4の4ブロック制）までの構成になっている。関東とのレベル差が開きつつある。
2004年度からAリーグのみ新制度として8校での総当たり戦終了後に更に順位決定トーナメントを行なう方式を導入していた。だがリーグ戦の価値低下、ハードな日程等を理由に2006年度からは従来通り総当り戦によって順位を決定することになった。

### その他の地方リーグ
関東、関西とは現状としてレベル差があるために、システム上も代表決定戦を幾つか経ての出場となる。
北海道東北地区（関東ラグビーフットボール協会傘下）
- 北海道大学リーグ - 1部A4校・1部B4校で総当たり戦を実施後、プレーオフトーナメントを実施。 2部はトーナメントを実施。1部優勝校が北海道東北代表決定戦に出場。（1992年以前は総当たり戦ではなく全道選手権を実施）
- 東北地区大学リーグ - 1部-3部（2005年度に改編）で総当たり戦を実施。1部優勝校が北海道東北代表決定戦に出場。

東海北陸地区（関西ラグビーフットボール協会傘下）
- 東海学生リーグ - A1・A2・B・C（それぞれ1部-4部に相当）で総当たり戦を実施。Aリーグ優勝校は東海北陸中国四国代表決定戦に出場。
- 北陸大学リーグ － 6校での総当たり戦。優勝校は東海代表との代表決定戦への出場権利を有する。ただし例年出場を棄権し、地区対抗大学大会予選への出場を選択している。

中国四国地区（関西ラグビーフットボール協会傘下）
- 中国地区トーナメント大会 - 中国の上位2校が中国四国地区代表決定戦（トーナメント）に出場する。各県予選の優勝校によるトーナメント大会決勝で2代表を決定する[30]。
- 四国大学リーグ - A・B両リーグの優勝校によるプレイオフで1位2位を決定し中国四国地区代表決定戦に出場する。

九州学生ラグビーリーグ（九州ラグビーフットボール協会傘下）
グループおよび所属校についての詳細は「九州学生ラグビーリーグ・有力チームの紹介」を参照。
リーグ構成は1部(Aグループ・Bグループ)・2部・3部で、1部は九州全域対象の総当たり戦の予選リーグとトーナメントによる順位決定戦を行う。2部も九州全域での総当たり戦。3部は九州内5地区予選代表校によるトーナメントを実施。1部優勝チームは大学選手権九州代表となる。シーズン終了後には各部間で2校ずつの入れ替え戦を実施している。
永らく福岡大学と福岡工業大学の2強時代が続いてきたが、近年では福岡工業大学の実力がリーグ内では頭一つ抜け出ており、名実共にリーグの盟主的存在となっている。
九州代表は2011年度終了時点において、関東代表・関西代表とはレベル差がみられ、それまでに大学選手権では通算で僅か1勝しか挙げておらず、2勝目を挙げることが九州代表の悲願となっていた。九州学生リーグとして単独の出場枠（1枠）を与えられていたが、2012年の運営再編により、他の地方リーグと同格の代表決定戦を経ての枠に変更になった。

## 中継・配信
2024年度（第61回大会）現在。下表のとおり、準決勝から地上波テレビでの視聴が可能。
|          | NHK                                 | NHK                              | J SPORTS             | J SPORTS                |
| 放送     | 配信                                | 放送                             | 配信（全試合を配信） |                         |
| -------- | ----------------------------------- | -------------------------------- | -------------------- | ----------------------- |
| 1回戦    | なし                                | なし                             | なし                 | オンデマンド (LIVE配信) |
| 2回戦    | なし                                | なし                             | なし                 | オンデマンド (LIVE配信) |
| 3回戦    | なし                                | なし                             | J SPORTS (生放送)    | オンデマンド (LIVE配信) |
| 準々決勝 | NHK BS (生放送)                     | なし                             | J SPORTS (生放送)    | 見逃し配信              |
| 準決勝   | NHK総合 (生放送)                    | NHKプラス (同時配信・見逃し配信) | J SPORTS (録画放送)  | 見逃し配信              |
| 決勝     | NHK総合 (生放送) ラジオ第1 (生放送) | NHKプラス (同時配信・見逃し配信) | J SPORTS (録画放送)  | オンデマンド (録画配信) |

- 2006年度（第43回）：2007年1月13日の決勝に関しては、津波警報関連のニュースのため総合テレビから教育テレビ（現・Eテレ）での振り替え放送になった[32]。BSハイビジョンでの放送は通常通り[33]。総合テレビでも21日未明（午前1:50～）に録画中継で再放送された[34]。
- 2012年度（第49回）・2013年度（第50回）の決勝は、全国都道府県対抗女子駅伝と日程が重なったためEテレでの放送となり、ラジオでは放送されなかった[35][36]。
- 2019年度（第56回）まで、いくつかの対戦において、テレビ神奈川でも試合当日に録画中継があった[37][38]。2019年度（第56回）まで、準決勝はニッポン放送でも中継された[38]。
- 2023年度（第60回）：2024年1月2日の準決勝戦（帝京 対 天理）において、前日（1日）夕方に発生した令和6年能登半島地震に関する報道特別番組のため、Eテレ[39]で振り替え放送を行った[40]。[41]

## イメージモデル
2013年度の第50回全国大学ラグビーフットボール選手権大会で初採用。
- 2013年度第50回～2016年度第53回 - 山崎紘菜[43][44][45][46][47][48][49]（秩父宮ラグビー場での試合において、勝利チーム選手へのインタビューを担当した年もある）